# جونتر كوفال
جونتر كوفال Günter Coufal (ولد في 3 أبريل 1937 في دريسدن) هو كاتب ألماني.
نشأ كوفال في ألمانيا الشرقية. وبعد حصوله على الثانوية هاجر إلى ألمانيا الغربية حيث درس اللغة الألمانية وآدابها والتاريخ. ويعيش حاليا في إيسلينغن على النيكار. ألف كوفال أعمالا قصصية وقصائد. وحصل في عام 1993 على جائزة كليمنس برينتانو من مدينة هايدلبرغ.
من أعماله:
- قلوب الكلاب 1991
- أمام النافذة 1993
- الحجرة الشمالية 1996
- في البيت 1996
- رجل القطط 1997
- عن الحياة والموت 1998
- في الطريق 2002
- المطر في داخل الصخور 2005
- التمثال 2007